# Renate Groenewold
Renate Groenewold (n. 8 octombrie 1976, Veendam⁠(d), Groningen, Țările de Jos) este o sportivă ce a reprezentat Regatul Țărilor de Jos, medaliată olimpică. A participat la 3 ediții ale Jocurilor Olimpice (2002, 2006, 2010) în care a câștigat două medalii de argint.